# Angelina Beloff

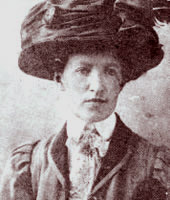
Angelina Beloff (1909)

Angelina Beloff (eigentlich Angelina Petrowna Belowa, russisch Ангелина Петровна Белова; * 11. Junijul. / 23. Juni 1879greg. in Sankt Petersburg; † 30. Dezember 1969 in Mexiko-Stadt) war eine russische Malerin und Bildhauerin, die auch in Mexiko aktiv war.

## Leben
Beloff wollte ursprünglich Kinderheilkunde studieren, wandte sich dann aber der Kunst zu und schrieb sich 1904 an der Petersburger Kunstakademie ein, wo sie bis 1909 studierte. Im Anschluss bildete sie sich an der Pariser Académie Matisse und anschließend an der Académie Vitti bei Hermen Anglada Camarasa weiter, wo sie die Malerin María Gutiérrez Blanchard kennenlernte, die Cousine des Malers Germán Cueto. Nebenbei studierte sie Stein- und Metallbildhauerei. Ebenfalls 1909 lernte sie in Belgien den Maler Diego Rivera kennen. Mit ihm lebte sie in ihrer Pariser Wohnung und heiratete ihn zwei Jahre später. Ihm gebar sie einen Sohn namens Diego, der 1917 im Alter von 14 Monaten zur Zeit des Ersten Weltkrieges verstarb. Zu dieser Zeit hatte Rivera auch ein Verhältnis mit der Russin Marija Bronislawowna Worobjowa-Stebelskaja, die unter dem Namen „Marewna“ bekannt war. Mit ihr hatte er eine gemeinsame Tochter namens Marika, die er nicht annehmen wollte. Sie wurde später Schauspielerin. Die Beziehung zwischen Rivera und Beloff dauerte trotz dieser Umstände zwölf Jahre an, bis Rivera 1921 endgültig zurück nach Mexiko ging. Sein Versprechen, ihr Unterhalt zu schicken, löste er nicht ein. Elf Jahre später hatte sie genug Geld gespart, um Rivera in Mexiko aufzusuchen. Dort musste sie feststellen, dass Rivera bereits zweimal erneut geheiratet hatte. Rivera bestritt, sie überhaupt zu kennen und ignorierte sie dauerhaft. Dieses Schicksal berührte die Schriftstellerin Elena Poniatowska derart, sodass sie 1978 eine Reihe fiktiver Briefe Beloffs mit dem Titel „Querido Diego“ („Lieber Diego“) herausgab. Beloff selbst verdiente in Mexiko ihren Unterhalt, indem sie Bildhauerklassen unterrichtete. Sie war unter anderem Mitglied der Liga de Escritores y Artistas Revolucionarios und 1949 Mitbegründerin des Salón de la Plástica Mexicana.
Im Dezember 1969 verstarb Angelina Belof im Alter von 90 Jahren Mexiko-Stadt.